# 飞球
飞球（英語：Flyball）是一种狗类运动，玩家操作狗队从起点到终点线并循环往复。狗需要穿过障碍杆并到达一塊擺放盒子的区域，当狗按下弹簧垫时，盒子会将网球放出，此时狗需要接住球并带回指定地点。